# ویلهلم هومبرگ
ویلهلم هومبرگ (به انگلیسی: Wilhelm Homberg) (زادروز ۸ ژانویه ۱۶۵۲-درگذشته ۲۴ سپتامبر ۱۷۱۵) فیلسوف و شیمیدان اهل هلند است.